# Human Torch (androide)
Human Torch, també conegut com a Jim Hammond (originalment, Hamond), és un superheroi de ficció que apareix als còmics estatunidencs publicats per Marvel Comics. Creat per l'escriptor i artista Carl Burgos, va aparèixer per primera vegada a Marvel Comics núm. 1 (amb data de portada octubre de 1939), publicat pel predecessor de Marvel, Timely Comics.
"Human" Torch era en realitat un androide creat pel científic Phineas Horton. Posseïa la capacitat d'envoltar-se de foc i controlar les flames. En les seves primeres aparicions, va ser retratat com una monstruositat de ciència-ficció, però ràpidament va esdevenir un heroi i va adoptar una identitat secreta com a agent de policia del Departament de Policia de la ciutat de Nova York.
Human Torch va ser un dels tres personatges emblemàtics de Timely Comics, juntament amb el Capità Amèrica i Namor the Sub-Mariner. Com molts superherois, la torxa humana va caure en l'obscuritat a la dècada de 1950. El 1961, Stan Lee i Jack Kirby van reutilitzar el seu nom i els seus poders per a un nou personatge, Johnny Storm, membre dels Quatre Fantàstics (que en realitat era un mutat humà). A diferència del Capità Amèrica i el Submariner, la Human Torch original només ha tingut una petita presència als còmics de Marvel posteriors a la dècada de 1950 i està estretament relacionada amb l'Edat d'Or. El 2012, Hammond va ocupar el lloc 28 a la llista d'IGN dels "50 millors Venjadors".

## Història de la publicació
Human Torch va fer el seu debut amb èxit a Marvel Comics núm. 1, amb data de portada d'octubre de 1939, però publicat per primer cop el 31 d'agost. Aviat la Human Torch es va fer prou popular per convertir-se en un dels primers superherois a encapçalar un títol en solitari amb el seu nom. Durant la dècada de 1940, Human Torch va protagonitzar o va aparèixer a Marvel Mystery Comics (el títol del llibre comença amb el número 2), The Human Torch (estrena amb el número 2, tardor de 1940, després d'haver assumit la numeració dels desapareguts Red Raven Comics), i Captain America Comics núm. 19, 21–67, 69, 76–77, a més d'aparèixer en diversos números de All Select Comics, All Winners Comics i Young Allies Comics.
En veure un tema natural de "foc i aigua", Timely va ser responsable del primer crossover important dels còmics, amb una batalla de dos números entre Human Torch i el Submariner que va abastar Marvel Mystery Comics núm. 8–9, explicant la mateixa història des de les diferents perspectives dels dos personatges.
Marvel Mystery Comics va acabar amb el número 92 (juny de 1949) i The Human Torch amb el número 35 (març de 1949), ja que els superherois en general havien perdut popularitat. L'editor de Timely Comics, Martin Goodman, que a principis dels anys 50 havia fet la transició de l'empresa a la seva següent iteració, com a Atlas Comics, va intentar reviure els superherois amb el còmic d'antologia Young Men núm. 24–28 (desembre de 1953 - juny de 1954), protagonitzat per Human. Torch (amb art de Syd Shores i Dick Ayers, de manera diversa, amb portades i inicialment algunes vinyetes amb la Torch redibuixada per Burgos per a la coherència d'estil), juntament amb el Sub-Mariner i el Capità Amèrica. El títol en solitari The Human Torch va tornar als números 36–38 (abril-agost de 1954) abans de ser cancel·lat de nou. Human Torch també va aparèixer en històries dels còmics Captain America i Sub-Mariner Comics, i a l'antologia Men's Adventures #28 (juliol de 1954).
La Human Torch original va debutar amb la continuïtat actual de Marvel Comics a Fantastic Four Annual núm. 4 (novembre de 1966). La gran part de les seves noves aparicions se situaven cronològicament a l'època de la Segona Guerra Mundial, a sèries com The Invaders.
Human Torch es va unir breument als Venjadors de la Costa Oest i posteriorment a Heroes for Hire. Va aparèixer com a personatge habitual a la sèrie Secret Avengers del 2010 al 2013, des del número 23 (abril de 2012) fins al número 37 final (març de 2013).
A partir del 2014, la Human Torch va començar a aparèixer com a personatge principal a rellançament de The Invaders dins de Marvel NOW!.

## Biografia del personatge de ficció

### Primers anys de vida
Human Torch era un androide humanoide creat pel professor Phineas T. Horton al seu laboratori de Brooklyn, Nova York amb finalitats "científiques". En una conferència de premsa de presentació, però, la creació d'Horton va esclatar en flames quan es va exposar a l'oxigen. L'androide mostrava una sensibilitat, personalitat i consciència semblants als humans, però els espectadors temien que representés una amenaça per a la seguretat. La protesta pública va fer que la Human Torch fos segellada amb formigó, tot i que va escapar a causa d'una esquerda que deixava entrar oxigen. Aleshores, va provocar inadvertidament que es cremessin parts de la ciutat de Nova York i, després de tractar amb un mafiós que volia treure profit de les seves habilitats per a una assegurança contra incendis (i de causar accidentalment la mort del mafiós en una explosió), finalment va aprendre a controlar la seva flama, es va rebel·lar contra el seu creador i va prometre ajudar la humanitat.
Més tard, Human Torch es va trobar i va lluitar per primera vegada amb Namor el Sub-Mariner.
S'uniria a altres herois quan va esclatar la guerra a Europa, i més tard al Pacífic, per lluitar contra les potències de l'Eix. En el número de debut del seu títol en solitari, va adquirir un jove soci, Thomas "Toro" Raymond, el fill mutant de dos científics nuclears l'exposició dels quals a la radiació li va donar la capacitat de controlar el foc. Human Torch també es va unir a la policia de Nova York com a part de la seva "tapadora humana" sota el nom de James "Jim" Hammond. Més tard deixaria el nom humà i servirà a la força policial com la Human Torch, lluitant contra els malvats i el seu enemic constant, Sub-Mariner.

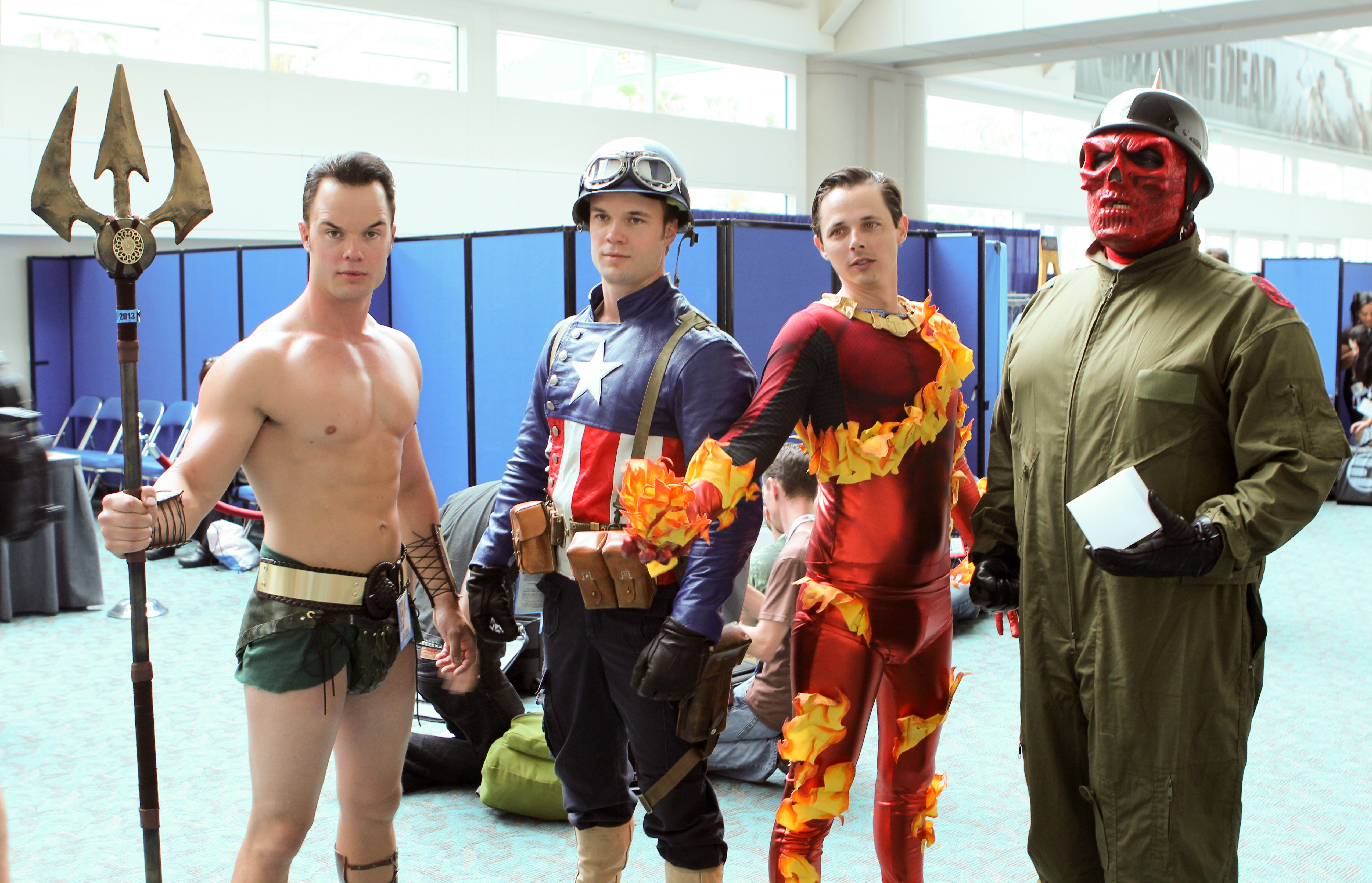
Cosplayers de Namor, el Capità Amèrica, Human Torch i el malvat Red Skull.

Tant Human Torch com el Sub-Mariner es van unir al Capità Amèrica i el seu company Bucky com a nucli de l'equip de superherois The Invaders, lluitant contra els nazis durant la Segona Guerra Mundial (en històries de retrocontinuïtat que es van estrenar als còmics dels anys setanta). Amb els Invasors, aviat li van rentar el cervell el Red Skull i va lluitar contra la Liberty Legion. Més tard va donar una transfusió de sang a Jacqueline Falsworth, donant-li poders sobrehumans que la van convertir en Spitfire.
Human Torch, Sub-Mariner, el Capità Amèrica i Bucky es van unir amb el Whizzer i Miss America a l'Amèrica de la postguerra en un súper equip posterior, l'All-Winners Squad (el Capità Amèrica original i la pertinença de Bucky es va explicar més tard que eren el segon Capità Amèrica i Bucky). En la continuïtat de Marvel, Human Torch va ser responsable de la mort d'Adolf Hitler. Quan els russos envaïen Berlín, Human Torch i Toro van irrompre al búnquer de Hitler just quan estava a punt de suïcidar-se, per oferir-li l'oportunitat de lliurar-se als nord-americans, en lloc dels russos. Hitler es va llançar cap a un interruptor vermell, que Human Torch suposava que era una bomba. Per evitar-ho, va disparar el seu poder contra Hitler, cremant-lo viu.
Algun temps després, la Torxa es va posar en son de desactivació al desert de Mojave; una prova de bomba atòmica el va despertar. En assabentar-se que Toro havia estat capturat pels soviètics i rentat el cervell, la Torxa va rescatar el seu antic company i va saber que la radiació de la bomba nuclear havia fet que els seus poders fossin molt més forts i més inestables. Tement convertir-se en un perill per als qui l'envoltaven, la Torxa va tornar al desert i va esdevenir nova, utilitzant la seva reserva d'energia i desactivant-se efectivament. 

### Reactivació i incorporació a Avengers West Coast
En la continuïtat actual, el supermalvat Mad Thinker va reactivar Human Torch per fer-lo lluitar contra els Quatre Fantàstics, desactivant-lo quan la Human Torch es va negar a matar els herois. Una història dels Venjadors que tractava sobre els antecedents secrets del seu membre androide, la Vision va revelar que el cos de la Torxa havia estat trobat per un robot renegat anomenat Ultron 5 i modificat per convertir-se en la Vision, la seva ment esborrada dels records passats i dels seus poders alterats amb l'ajuda coaccionada del creador original de la Human Torch, Phineas Horton. La llavor d'aquesta idea va ser plantada per l'artista Neal Adams i treballada amb detall a The Avengers núm. 133–135 (maig-juny de 1975) de l'escriptor Steve Englehart.
Una història posterior de Roy Thomas a What If? núm. 4 (agost de 1977), va plantejar el suggeriment que la Vision es va fer a partir d'un segon androide creat per Horton, anomenat Adam II. Això va alliberar a Human Torch per a un possible renaixement. Posteriorment John Byrne va fer que la Scarlet Witch el revisquès a Avengers West Coast, buscant respostes sobre el seu marit, la Vision, i per ajudar a Ann Raymond, esposa de Tom "Toro" Raymond. En aquestes històries, es va determinar que la Vision havia estat feta per Ultron amb les peces de recanvi de la Torch, la qual cosa explicava les seves similituds físiques. Torch va servir als Venjadors abans de perdre els seus poders per salvar l'antiga superheroïna Spitfire a la sèrie Namor de la dècada de 1990. Amb els seus poders desapareguts, Human Torch es va establir amb Ann Raymond.
Es va convertir en el cap de seguretat d'Oracle, Inc., i més tard apareixeria com a CEO d'Oracle, Inc., una empresa dirigida per Namor. Allà va dirigir l'equip de mercenaris Heroes for Hire, i la seva misteriosa connexió amb la Vision es va afavorir quan Ant-Man (Scott Lang) va declarar que els seus mecanismes interns no només eren similars, sinó idèntics als de la Visió, malgrat les profundes diferències en la seva aparença i poders. Durant l'aventura de viatge en el temps dels Avengers Forever, els Venjadors van descobrir posteriorment que Immortus, el custodi del Llimb, havia utilitzat un dispositiu anomenat Forever Crystal per divergir de la línia temporal personal de la Human Torch mentre mantenia els dos resultats concurrents. Segons aquesta explicació, la Human Torch és la Visió, però també continua existint com ell mateix.
Quan Oracle, Inc., es va tancar i Heroes for Hire es va dissoldre, aviat se li va demanar a Hammond que encapçalés el V-Battalion de Citizen V després de la retirada de Roger Aubrey, el Destructor. Mentre estava d'excedència del V-Battalion com a líder de camp dels New Invaders, es va unir a Tara, una androide femenina basada en ell, a qui va arribar a considerar com una mena de filla. També va renovar els coneixements amb Spitfire, per a consternació del seu amic, Union Jack (Joey Chapman). Es va revelar que Tara havia estat creada pel Red Skull; l'anul·lació de la seva personalitat en desenvolupament va permetre als enemics dels Invasors, l'Axis Mundi, utilitzar-lo com a arma contra l'equip. Mentre Tara s'escalfava cap a la sobrecàrrega per matar els Invaders, la Torch va canalitzar la seva calor per evitar que explotès. Amb els seus propis sistemes sobrecarregats, va volar alt a l'atmosfera, lluny d'on podria causar danys, i va detonar.
Les restes de la Human Torch van ser recuperades per les Nacions Unides i segrestades per a la investigació. Posteriorment, van ser robats pel professor Zhang Chin, que va utilitzar la química de la Torch per crear una arma de virus que va provocar que les persones infectades s'immolessin. El Capità Amèrica (llavors Bucky Barnes) i el Sub-Mariner van aturar l'atac i van poder pressionar el govern dels Estats Units perquè enterrés Human Torch amb tots els honors militars.
El camp d'entrenament sobrehumà creat després de la Guerra Civil superheroica rep el nom de Camp Hammond, en honor de Human Torch. Una estàtua de Hammond al terreny porta la inscripció "JIM HAMMOND, THE FIRST OF THE MARVELS: He showed us that heroes can be made" (JIM HAMMOND, LA PRIMERA DE LES MERAVELLES: ens va mostrar que els herois poder fer-se). Quan el campament va ser tancat per Norman Osborn, una turba enfadada va enderrocar l'estàtua.

### Avengers/Invaders
La Human Torch original apareix a la maxi-sèrie Avengers/Invaders al costat dels seus companys Invaders quan un incident els porta dels camps de batalla de la Segona Guerra Mundial a l'actual Univers Marvel, on es troben tant amb els New Avengers i amb els Mighty Avengers. Durant el seu temps en el futur, la Torch intenta breument "dirigir" els Life Model Decoys de S.H.I.E.L.D. contra l'organització en la creença que són màquines sensibles que han estat esclavitzades per l'agència, però es revela que ha estat enganyat per Ultron que s'havia infiltrat a l'Helicarrier de S.H.I.E.L.D.

### Armamentització
Un temps després de la seva destrucció, les peces del seu cos es reuneixen i es tornen a reunir en un laboratori secret de l'ONU, fins que els roba un equip de mercenaris liderat per Batroc, a instàncies del malvat científic xinès el Professor Pandemic. Quan era un nen, el Professor va ser rescatat de les autoritats japoneses pels Invaders i va quedar fascinat per la Torch. Ara, té la intenció d'utilitzar la tecnologia per aconseguir els seus objectius. El Capità Amèrica (James Barnes), Black Widow i el Sub-Mariner corren per evitar que això passi. El Professor va utilitzar l'estructura cel·lular i química de la Torch per crear un virus a l'aire que pot matar persones espontàniament. El Professor té previst utilitzar aquest virus per erradicar la meitat de la població de la Terra. Afortunadament, el Capità Amèrica és capaç d'aturar-ho i s'assegura que Jim rebi un enterrament adequat.

### The Torch
Al començament de Dark Reign, el Toro, recentment ressuscitat, és capturat per l'A.I.M. durant un intent de matar el Mad Thinker. L'experimentació inicial sobre Toro fa que el Mad Thinker s'adoni que pot reconstruir la Human Torch. A.I.M. roba el cos de la Torch del Cementiri Nacional d'Arlington per experimentar.
Després que el Mad Thinker i l'A.I.M. passessin mesos experimentant amb el cadàver de la Torch i amb Toro captiu, són capaços de ressuscitar la Torch, però sembla que tots els records del seu passat han desaparegut. El Mad Thinker aconsegueix el control complet de la Torch utilitzant el "Compost D", una molècula sintètica que va adaptar a partir de les cèl·lules de la Torch (H42N₂C₂O₆), que anomena "cèl·lules d'Horton". Mentrestant, els poders d'en Toro comencen a manifestar-se de nou i un descobriment sorprenent demostra que la mutació d'en Toro es pot haver creat com a resultat de que la seva mare treballés per a Horton.
La Torch és ara una arma de destrucció massiva, i ràpidament redueix una ciutat sencera a runes, matant a tothom i tot el que hi ha a la vista després de destruir diversos avions de la força aèria estònia. Un intent d'escapament de Toro danya el mecanisme de control i allibera la Torch. De seguida torna al A.I.M. carrier i comença a assassinar a tothom a la vista (de nou). El Mad Thinker revela que ha aconseguit sintetitzar més del compost D que pot interactuar amb els organismes vius i controlar-los. Mentre es teletransporta a un lloc segur de la matança de la Torch, el compost comença a abocar-se a l'oceà. Arriba a un assentament atlant a sota, ja que estava sent visitat per Namor, i infecta la població.
A mesura que la infecció del compost D s'estén per Nova York, la Torch lluita contra un Sub-Mariner infectat i descobreix la naturalesa del compost D després que el Sub-Mariner intenti infectar-lo. Sub-Mariner és derrotat i encara que Reed Richards pot crear un antídot, no pot crear-ne prou ràpid. La Torch, Toro i Johnny Storm s'uneixen i ataquen la base del Mad Thinker, que al principi es nega a cooperar fins que la Torch amenaça que cremarà la Terra per derrotar el Compost D, començant pel Thinker. Aquest s'adona que la Torxa està dient la veritat, ja que les emocions, els records i la humanitat de la Torch encara s'estan recuperant de la seva recent desaparició i restauració i proporciona l'antídot, però els avisa d'això i es teletransporta. L'antídot s'allibera i totes les víctimes infectades es curen, però Reed Richards determina que l'antídot trenca totes les cèl·lules d'Horton, no només el compost D i que la Torch només té uns dies abans de ser destruït.
Toro intenta investigar el seu passat per conèixer l'associació dels seus pares amb el professor Horton i s'assabenta que alguns prototips de cèl·lules Horton van ser robats molt de temps abans. La Torch rep la visita de la Vision de l'Edat d'Or que li aconsella que busqui en Toro i l'ajudi mentre encara pugui. La seva recerca els porta per tot el món fins on existeix una societat clandestina anomenada "New Berlin" i la població s'educa sota la premissa que les potències de l'Eix van guanyar la Segona Guerra Mundial; la gent que surt de la ciutat subterrània és incinerada. El líder d'aquesta colònia atrau el Mad Thinker i després el manté captiu per obligar-lo a cooperar. Es revela que tots els ciutadans de New Berlin són, de fet, androides creats a partir dels prototips inestables de cèl·lules Horton i que l'atmosfera de la colònia està saturada amb productes químics anti-combustió per mantenir els ciutadans intactes, però això també impedeix que Toro i la Torch utilitzin els seus poders i són capturats. 
El Mad Thinker ajuda a estabilitzar l'arma del líder de New Berlin, l'androide Inhuman Torch perquè pugui funcionar sense destruir-se a causa del prototip de cèl·lules Horton. No obstant això, el Pensador també ajuda a alliberar la Torch i Toro, i malgrat que la Torch encara està morint per l'antídot del compost D, l'antídot implica la Inhuman Torch a la batalla. Tanmateix, la Inhuman Torch pot controlar, absorbir i manipular fàcilment tota la flama i desviar la flama de la Torch i Toro. Tanmateix, la Torch s'acomiada de Toro i es torna a encendre i s'enfronta a la Inhuman Torch en una baralla final. La Torch al principi s'ofereix a ajudar la Inhuman Torch a aprendre sobre ella mateixa i la humanitat, però es nega i la Torch canalitza la seva flama nova a la Inhuman Torch que la sobrecarrega i la converteix en una estàtua fusionada i inert, però un efecte secundari de l'ús de la seva nova flama aquesta vegada va ser que va desactivar l'enzim que trencava les cèl·lules d'Horton i així es salva la vida de la Torch. S'acomiaden de New Berlin i la Vision els porta de tornada a Nova York. El Mad Thinker s'escapa i revela que el líder del "New Berlin" és ell mateix un androide perquè el fundador real de la ciutat no pot tenir fills. El líder de New Berlin no s'ho va creure fins que va sortir de la ciutat i va esclatar en flames incinerat.

### Secret Avengers
Més tard, el Capità Amèrica li ofereix a la Torch la pertinença als Secret Avengers (Venjadors Secrets) després que Hawkeye es fes càrrec de liderar l'equip. Durant la seva primera missió amb el grup, els Secret Avengers viatgen al Nucli, una ciutat subterrània habitada per una raça avançada de robots anomenada Descendents. La Torch descobreix que és adorat pels Descendents, que respectuosament es refereixen a ell com "Granfather" (Avi). Durant una trobada amb un cyborg semblant a la Miss America original, la Torch s'assabenta que la ciutat va ser creada per un home conegut com a Father (Pare), que va crear els Descendents als anys quaranta com a part d'un intent fallit de replicar el treball del professor Horton. La Torch està molt danyada durant la fugida dels Venjadors del Nucli, i es col·loca en estasi fins que el seu cos es pugui reparar.
Black Ant més tard allibera la Torch i el teletransporta de nou al Nucli, on és reparat pel Father. Allà, la Torch fa costat als Descendents, adonant-se que mai no encaixava del tot amb els humans. A continuació, lidera un exèrcit de robots durant una incursió a la ciutat de Nova York, amb l'objectiu d'assimilar a la força la raça humana mitjançant l'ús de la nanotecnologia. La Torch finalment s'adona que li havien rentat el cervell i destrueix l'Orbe de la Nigromància, l'artefacte místic que va donar vida als Descendents. Tot i que la raça humana es salva, els Descendents moren com a resultat. Desconcertada, la Torch abandona els Venjadors i vola cap a llocs desconegudes.

### All-New Invaders
Uns mesos després de la seva renúncia als Venjadors, es mostra a Hammond vivint en una petita ciutat anomenada Blaketon, ara treballant com a mecànic. Es veu obligat a abandonar la seva nova vida després de ser atacat per un esquadró de soldats Kree, recuperant la seva identitat com a Human Torch una vegada més. Després de ser salvat per la intervenció del Capità Amèrica i el Winter Soldier, la Torch s'uneix als recentment reformats Invaders.
Quan els Quatre Fantàstics són declarats tutors no aptes per als nens de la Fundació Futur, Hammond s'ofereix a prendre la custòdia dels nens per proporcionar un tutor en el qual els FF puguin confiar, que saben que farà tot el possible per reunir-los amb els seus pares, fins i tot amenaçant amb deixar S.H.I.E.L.D. si es veu obligat a triar entre l'agència i la seva promesa de protegir els nens. Durant l'enfrontament final amb les forces de Counter-Earth, desencadenat pel misteriós Quiet Man com a part del seu pla contra el FF, Sleepwalker va revelar que Hammond tenia una ànima malgrat el seu origen artificial.

## Fisiologia
Els escriptors anteriors van retratar el cos de la Torch com anatòmicament idèntic als humans, però fet de materials sintètics (com l'os de ceràmica). En conseqüència, es va demostrar que la Torch tenia necessitats humanes i debilitats humanes; ha estat abatut per drogues, gasos verinosos, atacs hipnòtics i telepàtics tant a les històries de l'Edat d'Or com a la sèrie Invaders de la dècada de 1970. La Torch té cor, pulmons, sistemes circulatori i digestiu, i se l'ha mostrat dormint, menjant i bevent en més d'una ocasió. Toro ha implicat amb humor que la Torch té funcions excretores humanes normals. Aquest concepte d'un ésser humà viu i artificial fet de carn i ossos sintètics era únic als còmics, a diferència del tema molt més comú d'un autòmat mecànic que només exteriorment s'assembla a un ésser humà.
Després de la modificació i reactivació de la Torch per part del Mad Thinker, els escriptors van començar a retratar-lo com a clarament mecànic, que contenia circuits, relés i motors, com un robot tradicional. Aquesta presentació variable de la seva anatomia continua sent un tema sense resoldre, ja sigui un error de continuïtat passat per alt o explicat dins del context de ficció de les històries. Després de la seva creació per Phineas Horton, molts altres han examinat i experimentat amb el cos de la Torxa, inclosos el pensador boig, Zhang Chin, Henry Pym i científics no especificats que treballen per a les Nacions Unides. No és clar si alguna d'aquestes entitats ha fet addicions al disseny del cos original de la Torch que podrien explicar l'aparició dels seus components mecànics. A Captain America núm. 47 es descriu l'anatomia de la Torch com a base biològica, movent el pèndol cap enrere en l'altra direcció: el cos de la Torxa té ADN i una estructura cel·lular, segons Zhang Chin. Altres autors han continuat emfatitzant els aspectes mecànics de la Torch, tant pel que fa a la mostra de components metàl·lics del cos com les referències a la Torch amb una "programació" que es pot alterar.

## Poders i habilitats
La Human Torch és un ésser sintètic dissenyat i construït amb materials artificials. Té la capacitat d'intel·ligència creativa, una activitat automotivada il·limitada i emocions semblants a les humanes. La Torch té la capacitat d'embolicar el seu cos en plasma ardent sense fer-se mal a ell mateix i d'utilitzar aquesta energia tèrmica per a diversos efectes, com ara vol, formació de formes ardents, alliberaments d'energia en forma de ràfegues de calor, "esclats de flama nova" (explosions de calor de la màxima intensitat, similars al pols de calor d'una ogiva nuclear) i explosions de força de conmoció. La Torch té la capacitat de controlar l'energia tèrmica ambiental en el seu entorn immediat, la qual cosa li permet controlar flames que no són de la seva pròpia generació, el fa immune als efectes de la calor externa i absorbir la calor d'altres fonts. La flama de la Torch es pot apagar per falta d'oxigen, o sufocar amb materials com aigua, sorra, escuma ignífuga o mantes resistents a la calor, tret que la seva flama estigui a tal intensitat que immediatament vaporitzi aquests materials en contacte.
Mentre es trobava en forma de flama, la Human Torch original s'ha involucrat en un combat cos a cos amb Namor, el Sub-Mariner. També ha excavat sota terra i a través de vaixells com un míssil humà.
El límit superior de la seva resistència ha estat indefinit al llarg dels anys, després d'haver sortit més fort d'una explosió nuclear, i en un altre moment s'ha considerat destruït per una altra explosió nuclear, aquesta darrera succeint a l'últim número de New Invaders.
The Torch va ser membre del NYPD a la dècada de 1940 i té formació a l'acadèmia de policia. Ha rebut una mica d'entrenament en combat desarmat pel Capità Amèrica, i és un expert en l'ús de combat dels seus poders sobrehumans. The Torch també és un lluitador de carrer consumat.
La torxa pot viure sense oxigen, entrant en un mode d'estasi.

## En altres mitjans

### Televisió
- L'androide Human Torch va ser esmentat a l'episodi de la sèrie animada Fantastic Four "When Calls Galactus". El desenvolupament de l'androide Human Torch es va experimentar quan Reed Richards va descobrir per què Frankie Raye tenia els poders de Johnny Storm.
- L'androide Human Torch apareix a l'episodi "World War Witch" de The Super Hero Squad Show, amb la veu de Jim Cummings. Es mostra com a membre de Captain America's Invaders.

### Pel·lícula
- L'androide Human Torch fa un cameo a Captain America: The First Avenger a la Stark Expo de 1943 com a Synthezoid exposat en un tub de vidre privat d'oxigen encunyat "The Synthetic Man".[54]

### Videojocs
- El personatge de Jim Hammond de Human Torch apareix a Lego Marvel's Avengers, amb la veu de Sam Riegel.
- Jim Hammond apareix com un personatge jugable a Marvel Puzzle Quest.[55]